# Райнфельден
Ра́йнфельден (нем. Rheinfelden, алем. нем. Rhyfälde [ˈɾiːfældə]) — город в Швейцарии, окружной центр в кантоне Аргау.
Входит в состав округа Райнфельден. Население составляет 11 004 человека (на 31 декабря 2007 года). Официальный код — 4258.

## Известные уроженцы
- Рад, Яков Кристоф (1799—1871) — изобретатель способа производства кускового сахара-рафинада.
- Унтерманн, Юрген (р. 1928) — языковед.

## Фотографии
- Ратуша
- Церковь